# Batterikikare

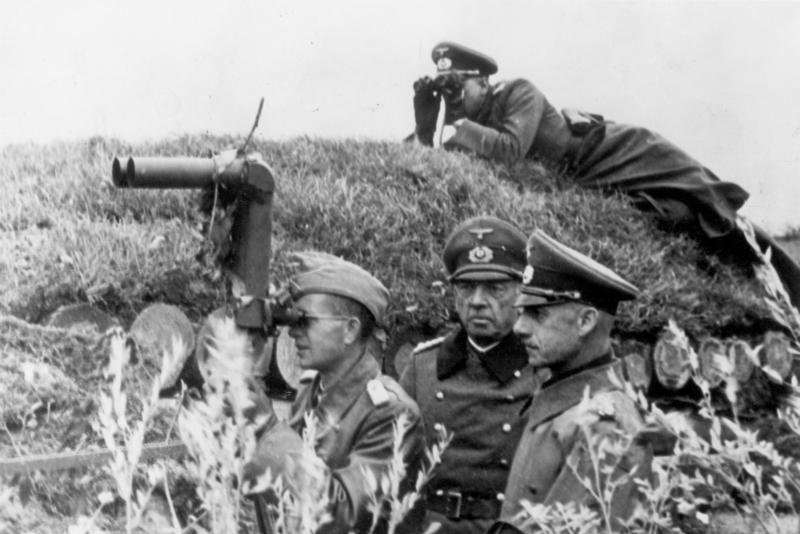
Wilhelm Ritter von Leeb och Georg von Küchler inspekterar en observationspost med en batterikikare på den norra delen av östfronten den 11 oktober 1941.

Batterikikare är en typ av binokulär kikare där vardera strålgången passerar igenom varsitt periskop, detta för att objektiven skall vara ovanför användarens huvud vilket ger möjlighet observera omgivningen utan att användaren behöver exponera sig. Genom att de två periskopen är monterade i en vinkel från lodlinjen får man ett större avstånd mellan objektiven än mellan okularen, detta ger ett ökat djupseende vilket underlättar avståndsbedömningar. Då batterikikare vanligtvis har en hög förstoring monteras de på ett stativ. Det primära användningsområdet för batterikikare har varit eldledning för artilleriet där möjligheten att observera i skydd och möjlighet att gör korrekta avståndsbedömningar har varit viktigt, numera har små laseravståndsmätare gjort instrumentet överflödigt. För eldledning för fartygsartilleri så användes vanligtvis stereoskopisk avståndsmätare istället för batterikikare då dessa faktisk kunde mäta avstånd med god precision istället för att bara underlätta avståndsbedömningen för observatören, men dessa instrument är betydligt mer skrymmande och känsliga vilket gör att de är olämpliga att använda för eldledning av fältartilleri.